# SC DHfK Leipzig
SC DHfK Leipzig, förkortning för Sport-Club Deutsche Hochschule für Körperkultur und Sport Leipzig, är en idrottsklubb i Leipzig i Tyskland. SC DHfK Leipzig grundades 1954 och i klubben har ett stort antal framgångsrika idrottare verkat inom friidrott, simning, rodd, kanot, handboll och cykling. Klubben tillhörde tidigare Deutsche Hochschule für Körperkultur und Sport.
Fram till 1989 tog medlemmar i klubben 93 olympiska medaljer och 136 guldmedaljer i VM. Bland kända idrottare i klubben hör Gustav-Adolf Schur, Uwe Ampler, Klaus Köste, Christian Gille, Anett Schuck, Günter Merkel, Manfred Merkel, Angelika Bahmann, Margitta Gummel, Siegfried Brietzke, Thomas Munkelt och Kristin Otto.
SC DHfK Leipzig spelar i högsta divisionen i handboll, Handball-Bundesliga.